# Pantełej
Pantełej (maced. Пантелеј) – wieś w północno-wschodniej Macedonii Północnej, w gminie Koczani.